# Synapsida
Synapsida är en grupp djur som inkluderar alla däggdjur samt de djur som är mer lika däggdjur än kräldjur och fåglar, vilka är de övriga amnioterna. Synapsida kan i sin tur delas in i therapsider och pelycosauria. 
Synapsida används även för att beteckna så kallade däggdjursliknande reptiler, vilket är en äldre beteckning på en fossil grupp bestående av tidiga therapsider som hade flera kräldjursliknande egenskaper. Beteckningen till trots anses gruppen tillhöra synapsiderna och inte kräldjuren (reptilerna), även om det ur ett kladistiskt perspektiv är omstritt huruvida synapsiderna utvecklades från kräldjuren.  Gruppen uppstod under karbon för 320 miljoner år sedan och blev den dominerande landlevande livsformen fram till dess att de drabbades hårt av perm–trias-utdöendet för 250 miljoner år sedan, vilket skulle lämna plats för de tidiga dinosaurierna (diapsida) att utvecklas och med tiden dominera jorden de nästkommande 185 miljoner åren.

## Utmärkande egenskaper
De däggdjursliknande reptilerna kom med tiden att utvecklas så att de på flera sätt liknar nutida däggdjur. Bland dessa egenskaper återfinns bland annat en upprätt kroppshållning där benen är placerade rakt under kroppen. Hos sentida livsformer finns tecken på kroppsbehåring (päls) och en tydlig uppdelning mellan främre och bakre kropp som tyder på en skiljevägg mellan andningsapparat och matsmältning. Denna uppdelning effektiviserar andningen vilket gör det möjligt att öka syreupptagningen vid behov. De utvecklade även en uppsättning med tänder som i hög grad specialiserats för olika arbetsuppgifter som att gripa, dela och tugga. Därmed blev det möjligt för de däggdjursliknande kräldjuren att exploatera födokällor som låg utom räckhåll för andra samtida landlevande livsformer. Det tog lång tid och det var endast i en begränsad omfattning som dinosaurier (främst växtätande arter) lyckades med motsvarande anpassning av tanduppsättning. Hos flertalet dinosaurier var tänderna likformade och jämnt fördelade i käken vilket försvårar specialiserat användande, det innebär en begränsning i möjligheterna till val av födokällor samt att födan måste intas hel eller sönderdelas på ett annat sätt än med hjälp av tänderna. Dinosaurer kunde i flera fall bilda nya tänder vid förlust till skillnad från däggdjur och däggdjurslika kräldjur.
De däggdjursliknande reptiler som inte dog ut utvecklades så småningom till dagens däggdjur.

## Taxonomi
- Serien Amniota
  - Klassen SYNAPSIDA *
    - Ordning Pelycosauria *
      - Underordning Caseasauria
      - Underordning Eupelycosauria *
        - Familj Varanopseidae
        - Familj Ophiacodontidae
        - Familj Edaphosauridae
        - Familj Sphenacodontidae *

    - Ordning Therapsida *
      - Underordning Biarmosuchia *
      - Underordning Dinocephalia
      - Underordning Anomodontia
      - Underordning Gorgonopsia
      - Underordning Therocephalia
      - Underordning Cynodontia *
        - Familj Probainognathidae
        - Överfamilj Chiniquodontoidea *

  - Klassen Däggdjur - MAMMALIA

### Kladogram
```
Synapsida

 |-
Caseasauria

 `-
Eupelycosauria

    |-
Varanopseidae

    `-+-
Ophiacodontidae

      `-+-
Edaphosauridae

        `-
Sphenacodontia

           |-
Sphenacodontidae

           `-
Therapsida

              |-
Biarmosuchia

              |   `-
Eotitanosuchus

              `-Eutherapsida
                 |-
Dinocephalia

                 `-Neotherapsida
                   |-
Anomodontia

                   `-
Theriodontia

                       |-
Gorgonopsia

                       `-Eutheriodontia
                         |-
Therocephalia

                         `-
Cynodontia

                            |- + -
Dvinia

                            |  `--
Procynosuchus

                            `- 
Epicynodontia

                               |-
Thrinaxodon

                               `-
Eucynodontia

                                  |- + -
Cynognathus

                                  |  `- + -
Tritylodontidae

                                  |      `- 
Traversodontidae
 
                                  `-
Probainognathia

                                     |- + - 
Trithelodontidae

                                     |  `--
Chiniquodontidae
 
                                     `- + - 
Prozostrodon

                                        `- 
Mammaliaformes

                                            `-
Däggdjur
 
Mammalia
```